# Tîșkivka, Haisîn
Tîșkivka (în ucraineană Тишківка) este un sat în comuna Mîtkiv din raionul Haisîn, regiunea Vinnița, Ucraina.

## Demografie
Componența lingvistică a localității Tîșkivka
     Ucraineană (97,79%)
     Rusă (1,77%)
     Alte limbi (0,44%)
Conform recensământului din 2001, majoritatea populației localității Tîșkivka era vorbitoare de ucraineană (97,79%), existând în minoritate și vorbitori de rusă (1,77%).